# Ahlersbach (Kinzig, Schlüchtern-Niederzell)
Der Ahlersbach ist ein gut viereinhalb Kilometer langer linker und südlicher  Zufluss der Kinzig im Main-Kinzig-Kreis im hessischen Spessart.

## Geographie

### Verlauf
Der Ahlersbach entspringt auf einer Höhe von 385 m ü. NHN knapp zwei Kilometer östlich des Steinauer Stadtteils Bellings in einem Mischwald am südöstlichen Fuße des Waizenbergs. Seine Schwarzborn genannte Quelle liegt im FFH-Gebiet Kinzigsystem oberhalb von Steinau an der Straße, das er bis zur Mündung nicht mehr verlassen wird. 
Er fließt zunächst in westlicher Richtung durch den Bellingser Gemeindewald, wechselt dann nach Nordwesten und läuft etwa einen halben Kilometer durch den südwestlichen Bereich des NSG Waizenberg bei Hohenzell.  Er verlässt nun das Naturschutzgebiet und läuft begleitet von Gehölz in Grünland durch das Katzental am westlichen Fuße des Waizenbergs entlang und richtet dabei seinen Lauf immer mehr nach Westen aus. Bei der Flur Im Reisgrund durchfließt er einen kleinen Teich und zieht knapp einen halben Kilometer nördlich des Dorfs Bellings west-nordwestwärts durch Wiesen. Nordöstlich des in einem Flora-Fauna-Habitat stehenden 344,8 m ü. NHN hohen Bellinger Bergs wird er in der Flur Breitwiesen auf seiner linken Seite von dem aus dem Süden kommenden Erlenbach gestärkt.

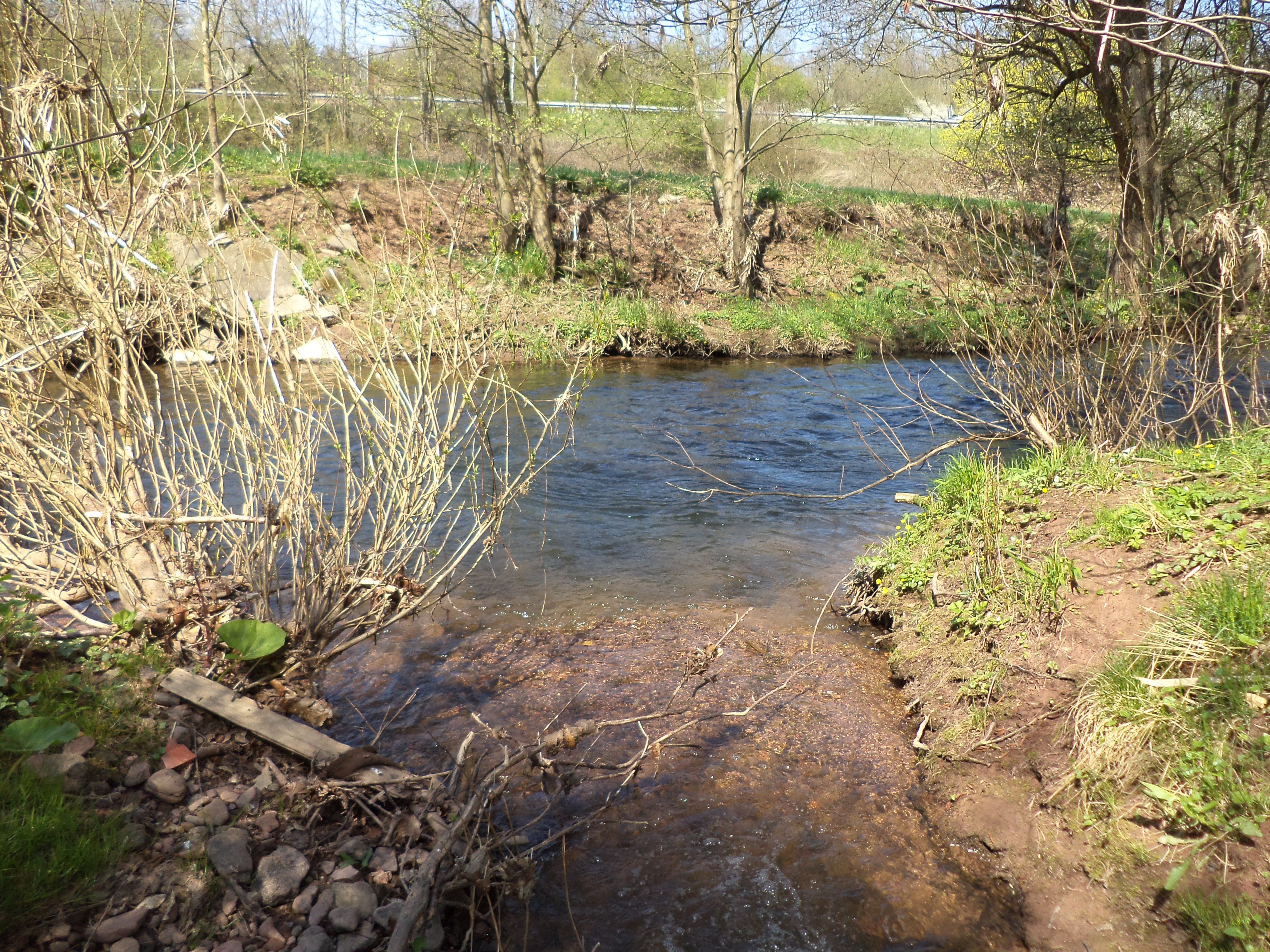
Der Ahlerbach (vorne) mündet bei in die Kinzig

Der Ahlersbach fließt nun knapp einen Kilometer in einem durch Mischwald begrenzten Grünlandstreifen nordwestwärts, biegt dann in der Flur Buche  nach Norden ab, läuft danach an einer kleinen Kläranlage vorbei und mündet schließlich auf einer Höhe von 185 m ü. NHN  zwischen Schlüchterner Stadtteil Niederzell im Nordosten und Steinau im Südwesten von links in die Kinzig.
Sein etwa 4,6 km langer Lauf endet 200 Höhenmeter unterhalb seiner Quelle, er hat somit ein mittleres Sohlgefälle von 43 ‰.

### Zuflüsse
- Erlenbach (links), 4,2 km

### Flusssystem Kinzig
- Fließgewässer im Flusssystem Kinzig